# Pseudocsikia
Pseudocsikia is een geslacht van kevers uit de familie  
kniptorren (Elateridae).
Het geslacht is voor het eerst wetenschappelijk beschreven in 1991 door Schimmel & Platia.

## Soorten
Het geslacht omvat de volgende soorten:
- Pseudocsikia formosana (Ôhira, 1972)
- Pseudocsikia gaoligongshana Schimmel, 1996
- Pseudocsikia laticollis Schimmel & Platia, 1991
- Pseudocsikia phongsalyana Schimmel, 2006
- Pseudocsikia rustica Schimmel & Platia, 1991
- Pseudocsikia turnai Schimmel, 2006